# Lingua faroense
La lingua faroense (nome nativo: føroyskt mál, AFI: [ˈføːɹɪst ˈmɔaːl]), anche detta faringio, feringio, färingio, færoico, feroese o faroese, è una lingua germanica settentrionale parlata da circa 80.000 persone (di cui 48.000 nelle Fær Øer, 25.000 in Danimarca e 5.000 in Islanda). È una delle tre lingue insulari scandinave derivate dal norreno parlato in Scandinavia all'epoca dei Vichinghi. Le altre due lingue insulari sono l'islandese e l'estinto norn che, si diceva, fosse mutuamente intelligibile con il faroense.

## Storia
La colonizzazione norrena delle isole cominciò all'epoca del Landnám (825 d.C.). La lingua utilizzata dai primi abitanti era dunque il norreno. Tuttavia, i primi colonizzatori furono le popolazioni norrene stanziatesi sulle coste del Mar d'Irlanda. Per questo, il faroense, al pari dell'islandese, fu influenzato dalle lingue celtiche. Del resto, i navigatori norvegesi razziavano spesso le coste irlandesi, si accompagnavano a donne celtiche e poi partivano alla volta dell'Islanda o delle Fær Øer. Per esempio, in faroense esistono due diversi termini per indicare l'anatra: dunna (dal celtico tunnagh) per l'anatra domestica e ont per quella selvatica. Tra il IX e il XV secolo la lingua faroense non subì grandi mutamenti, restando perciò mutuamente intelligibile con le altre lingue parlate nell'area di diffusione degli antichi vichinghi.
Fino al XV secolo il faroense ebbe un'ortografia molto simile all'islandese e al norvegese ma con la Riforma i dominatori danesi proibirono l'uso della lingua nelle scuole, nelle chiese e nei documenti ufficiali. Gli isolani, tuttavia, continuarono ad usare il faroense nella loro quotidianità, nelle ballate e nelle loro leggende. Fu così che per circa 300 anni il faroense non fu una lingua scritta, pur mantenendo una vivace tradizione orale.

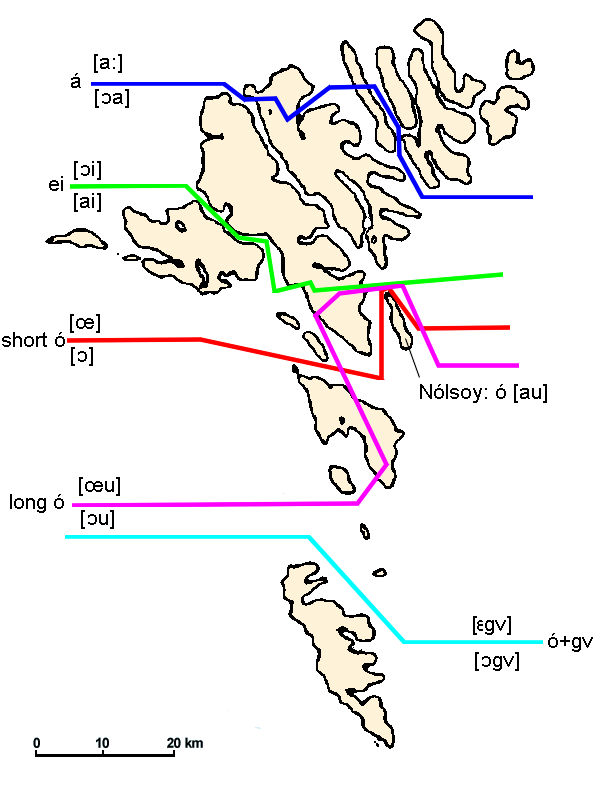
Alcune isoglosse faroensi

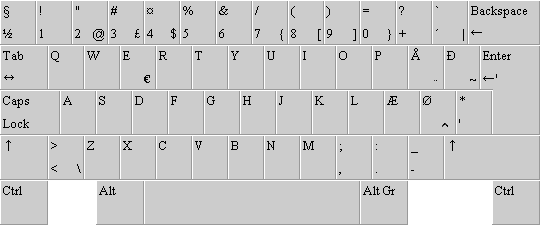
Tastiera con alfabeto faroense per computer

Come lingua scritta, il faroense si è sviluppato solo dopo il 1854, grazie all'opera di Venceslaus Ulricus Hammershaimb. In realtà non si approfittò della circostanza per creare una lingua veramente "fonetica" poiché Hammershaimb decise di riprendere la tradizione scritta del norreno. La lettera ð, per esempio, non ha fonemi collegati. Inoltre, anche se la lettera 'm' corrisponde alla nasale bilabiale, nel dativo terminante in -inum, corrisponde alla nasale alveolare 'n' per via dell'assimilazione fonologica.
Il sistema di Hammershaib andò incontro a diverse critiche proprio a causa della sua complessità: fu così che Jakob Jakobsen ideò un altro sistema di scrittura, più vicino alla lingua effettivamente parlata che, tuttavia, non fu adottato.
Nel 1937 il faroense subentrò al danese quale lingua ufficiale delle Fær Øer.

## Alfabeto
L'alfabeto faroense si compone di 29 lettere:

A, Á, B, D, Ð, E, F, G, H, I, Í, J, K, L, M, N, O, Ó, P, R, S, T, U, Ú, V, Y, Ý, Æ, Ø

## Grammatica
La grammatica faroense è simile a quella di altre lingue germaniche settentrionali, anche se ha mantenuto dei tratti distintivi molto arcaici che lo fanno rassomigliare più all'islandese che alle altre lingue scandinave continentali. Il faroense è una lingua flessiva, i sostantivi riconoscono tre generi (maschile, femminile, neutro) quattro casi (nominativo, genitivo, dativo, accusativo) e due numeri (singolare, plurale), mentre i verbi si coniugano per tempo, modo e persona.

### Lingua
- Gianfranco Contri, Dizionario faroese-italiano = Føroysk-italsk orðabók (627 pp.), Tórshavn, 2004, ISBN 99918-41-58-X
- (EN)  W.B. Lockwood, An Introduction to Modern Faroese, Tórshavn, Føroya Skúlabókagrunnur, 1977

### Letteratura
- Gianluca Falanga (a cura di), I carmi di Sigurð Roma, Carocci editore, 2004, ISBN 978-88-430-3024-8
- Fiabe faroesi, traduzione dal faroese di Luca Taglianetti, Milano, Iperborea, 2018, ISBN 978-88-7091-601-0
- (EN)  Sissal Kampmann, Darkening/Myrking, Poems in Faroese translated into English by Marita Thomsen, London, Francis Boutle Publishers, 2017, ISBN 978-0-9957473-3-3
- (EN)  Beinir Bergsson, The Suntrap/Sólgarðurin, transl. into English by Marita Thomsen, London, Francis Boutle Publishers
- (EN)  Sólrún Michelsen, On the Other Side Is March, transl. into English by Marita Thomsen, London, Francis Boutle Publisher